# Fantômas (gruppo musicale)
I Fantômas sono un gruppo musicale statunitense di experimental/noise formato da Mike Patton, già famoso per essere stato il leader dei Faith No More, Mr. Bungle e Tomahawk.

## Storia del gruppo
Il concept della band si basa sull'omonimo personaggio immaginario di Marcel Allain e Pierre Souvestre, un supercriminale mascherato che commetteva una serie di crimini spettacolari. La band ha adottato l'immagine del personaggio, vestendosi di nero e indossando maschere durante le esibizioni dal vivo.
Patton assoldò per il gruppo il suo amico e chitarrista Buzz Osborne (Melvins), il bassista Trevor Dunn (Mr. Bungle) ed il batterista Igor Cavalera (Sepultura).  Cavalera declinò l'invito ma raccomandò a Patton il batterista che lui riteneva ideale per la band: Dave Lombardo (Slayer). Lombardo accettò andando così a completare il super-gruppo. Patton chiamò la band Fantômas, nome di un popolare serie di romanzi criminali francesi, risalenti al primo dopo-guerra.
Sebbene ancorata al metal, la musica dei Fantômas tocca un'incredibile gamma di generi, ed è famosa per l'uso di humor demenziale; una parte della critica ha definito il loro stile come "dada-metal". Patton raramente canta testi convenzionali, preferendo un bizzarro uso della voce che si avvicina a uno strumento. Inoltre i loro dischi si basano su strane idee, che li rendono degli estranianti concept album.
- Fantômas era basato sull'omonimo fumetto ideato durante i primi del Novecento, con ogni canzone chiamata in base al numero della pagina (Page 1, Page 2 ecc.).
- The Director's Cut si basa su una serie di reinterpretazioni di colonne sonore cinematografiche. Alcune di queste sono fatte in modo abbastanza speculare all'originale (come Night of the Hunter), mentre altre presentano cambiamenti radicali (come in The Godfather).
- Delìrium Còrdia è un disco composto da un solo lunghissimo brano sul concetto di chirurgia senza anestesia.
- Suspended Animation (registrato nella stessa session di Delìrium Còrdia) è un album di stralunata musica da cartone animato, con ogni canzone chiamata in base al numero del giorno seguito da mese e anno (sempre aprile 2005). Ad esempio Friday The 8th.

Nell'estate del 2005 la band fece un tour in Europa con Terry Bozzio alla batteria, in sostituzione a Lombardo in quel periodo impegnato in tour con gli Slayer. Lombardo tornò nel gruppo per le ultime date del tour che si concluse il 15 settembre 2005.

## Formazione

### Formazione attuale
- Mike Patton – voce, tastiere e campionatore (1998-presente)
- Buzz Osborne – chitarra (1998-presente)
- Trevor Dunn – basso (1998-presente)
- Dave Lombardo – batteria (1998-presente)

### Ex componenti
- Dave Stone – chitarra
- Kevin Rutmains – basso
- Dale Crover – batteria[senza fonte]

### Turnisti
- Dale Crover – batteria (24 giugno 2017)
- Terry Bozzio – batteria (2005)

## Discografia

### Album in studio
- 1999 - Fantômas
- 2001 - The Director's Cut
- 2004 - Delìrium Còrdia
- 2005 - Suspended Animation

### Album dal vivo
- 2002 - Millennium Monsterwork Live: New Year's Eve 2000 assieme ai Melvins (con il nome FantômasMelvins Big Band)

### Split
- 2005 - Split 5" Vinyl / 3 con i Melt-Banana
- 2005 - Animali In Calore Surriscaldati Con Ipertermia Genitale/Cat in Red con i Melt-Banana
- 2013 - Sugar Daddy Live Split Series con i Melvins

### Singoli
- 2001 - An Experiment In Terror (promo)

### Compilation
- 2014 - Wunderkammer

### Video
- 2008 - Live From London 2006 (assieme ai Melvins con il nome FantômasMelvins Big Band)
- 2011 - The Director's Cut Live (A New Year's Revolution)